# Пансерон (одежда)

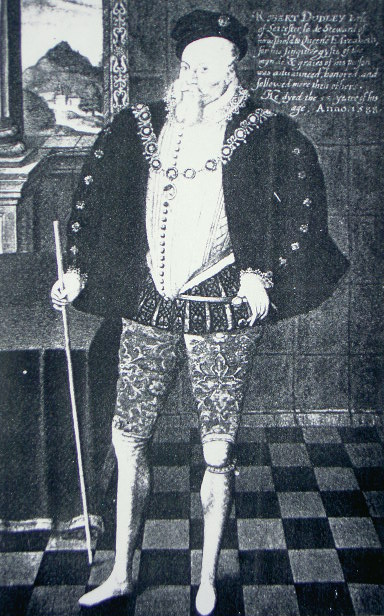
Английский граф Лестер, одетый в пансерон (1588)

Пансеро́н (фр. le panseron) — часть мужского костюма XVI века, испанский хубон «с гусиным чревом» (panseron à la poulaine; panseron à la polonaise) — в виде выпуклых доспехов.
Пансерон был вариантом дублета с простирающейся над талией выступающей вершиной, создававшей искусственную выпуклость в районе живота. Пансерон был сильно опущен вниз, при этом выступая вперёд, и после своей середины был набит хлопком и конскими волосами, свисая наподобие подушки перед грудью и животом. Пансерон появился во Франции и Испании в 1567 году и часто использовался ландскнехтами, закреплявшими его посредством ремня вокруг плеч турнирного доспеха в качестве отдельного элемента, носимого для имитации пластинчатого доспеха в рамках рыцарского оснащения. Иногда изготавливали и железную броню подобной формы.
Во Франции и Нидерландах пансерон входил в моду в период с 1570 по 1590 год, однако носился некоторое время также английскими и германскими дворянами.
Возможно, пансерон был изобретён французским королём Генрихом III, на что может указывать французское происхождение слова, однако точных доказательств этого нет. Так или иначе, он содействовал распространению его популярности. Эта считавшаяся модной деталь должна была придавать мужчинам визуально большую величавость. Ландскнехты переняли эту моду, которая для них могла выполнять и некоторую защитную функцию, в том числе от пуль. После 1620 года из моды ушли как набитый камзол, так и уплотнённые ватой штаны.